# Nina Zyuskova
Nina Zyuskova, née le 3 mai 1952, est une athlète qui concourait pour l'URSS sur 400 m. Aux Jeux olympiques de 1980 à Moscou, elle a remporté la médaille d'or avec le relais 4 × 400 m soviétique.

## Palmarès

### Jeux olympiques
- Jeux olympiques de 1980 à Moscou ( Union soviétique)
  - 5e sur 400 m
  -  Médaille d'or en relais 4 × 400 m